# Dipirydamol
Dipirydamol (łac. dipyridamolum) – organiczny związek chemiczny, lek rozszerzający naczynia krwionośne serca, zwiększający jego dokrwienie, zapobiegający powstawaniu zakrzepów krwi. Działa na zasadzie hamowania fosfodiesterazy, enzymu rozkładającego cAMP (cAMP zmniejsza agregację płytek) i hamujący wychwyt zwrotny adenozyny (która pobudza cyklazę adenylową do syntezy cAMP).

## Farmakokinetyka
Dipirydamol dobrze wchłania się z przewodu pokarmowego. Maksymalne stężenie w surowicy krwi następuje po 1,25 godziny. Lek w 91–99% wiąże się z białkami osocza. Biologiczny okres półtrwania wynosi średnio 3 godziny. Wydalanie następuje przez nerki.

## Wskazania
- choroba wieńcowa
- stany przed i pozawałowe
- powikłania zakrzepowo-zatorowe
- udar mózgu

## Przeciwwskazania
- nadwrażliwość na lek
- hipotonia
- ostra faza zawału serca
- zaburzenia rytmu serca
- zaburzenia czynności wątroby i nerek

## Działania niepożądane
- spadek ciśnienia tętniczego
- bóle głowy
- nudności
- wymioty
- skórne reakcje alergiczne

## Preparaty
- Curantyl N 75 – tabletki powlekane 0,075 g

## Dawkowanie
Doustnie. Dawkę i częstotliwość stosowania ustala lekarz. W początkowym okresie leczenia przeciwzakrzepowego zwykle podaje się 75 mg przed posiłkami trzy razy na dobę. Następnie dawkę należy zmniejszyć do podtrzymującej.